# Carlos Senent
Carlos Senent Sales (Valencia, 1951) es un economista, académico y empresario español, ex gerente general del Banco Bhif de Chile.
Alcanzó una licenciatura en ciencias económicas, políticas y empresariales en la Universidad de Valencia y, posteriormente, complementó su formación con varios programas en el Instituto de Estudios Superiores de la Empresa (IESE), la Escuela Superior de Administración y Dirección de Empresas (ESADE) y la Swiss Banking School.
Hizo carrera en el BBVA, entidad donde fue director de la red de banca corporativa, consejero director general de BBVA Leasing, director de seguros de distribución bancaria, director territorial de BBVA para las Comunidades de Valencia y Murcia, director general adjunto del BBVA y director de Banca Privada Global.
Laboró como gerente general del Banco Bhif tras el ingreso y toma de control de éste por el BBVA.
El 30 de septiembre de 2008 el consejo de administración de CajaSur anunció su nombramiento como nuevo director general en reemplazo de Alfonso Álvarez, quien dimitió por problemas de salud. Estuvo en el cargo menos de cinco meses y debido a diferentes desavenencias con la cúpula directiva en su manera de dirigir la caja, fue sustituido por Antonio Barral.
Desde junio de 2009 a 2013 fue Sénior Advisor de Cognodata para España y América.
Desde 2015 es socio mayoritario y Director Ejecutivo de S2 Waldung.
En su actividad docente se ha desempeñando como profesor de dirección empresarial y plan de empresa en el MBA executive de ESIC y en el MBA de EDEM (Escuela de Empresarios de la Asociación Valenciana de Empresarios).
Fallece víctima de un cáncer en México DF el 16 de agosto de 2018.